# 北京孔庙
北京孔庙位于北京安定门内国子监街，是仅次于山东曲阜孔庙的中国第二大孔庙，始建于元大德六年（1302年），是元明清三代中央政府官方祭祀孔子的场所，除了三代皇帝，袁世凯在自封为中華帝國皇帝之后也曾前往北京孔庙祭孔。
孔庙占地约2万平方米，有四进院落。分布于中轴线上的建筑从自南向北顺次为先师门、大成门、大成殿、崇圣祠。孔庙内收藏有自元以来各代科举进士题名碑、乾隆年间仿制的西周石鼓以及由江苏金坛贡生蒋衡手书的十三经碑林189块。

## 历史
北京孔庙始建于元代。元初，世祖忽必烈定都大都后，为笼络汉人，命承袭历代旧典，遣宣抚王楫于金枢密院旧址建“宣圣庙”以祭祀孔子。元成宗大德二年（1298年），中书左丞相哈刺哈孙奏请建立庙学。大德六年（1302年），正式选地建庙，到大德十年（1306年）建成。次年，诏命加谥孔子为“大成至圣文宣王”，此诏书石碑，现仍立于大成门前。至顺二年（1331年）诏令孔庙配享皇宫规制，于四隅建角楼。元末战乱，孔庙荒废。明永乐九年（1411年）重修；嘉靖九年（1530年）改革礼制，增建崇圣祠。清乾隆二年（1737年）高宗谕改各殿顶为黄琉璃瓦，崇圣祠用绿琉璃瓦。光绪三十二年（1906年）将祭孔礼仪升为大祀，并对孔庙进行了大规模修缮，将原来七间三进的大成殿改为九间五进，工程持续到民国五年（1916年）方告竣工。民国十七年（1928年），孔庙始对各界开放。
1949年中华人民共和国成立后，孔庙被改为北京市干部管理学校、北京市戏曲学校、北京市图书发行学校等。1966年8月23日，北京文联、女八中的红卫兵响应毛泽东的“要武（斗）嘛”的号召，在此批斗折磨萧军、老舍等文化界名人，造成次日老舍的自杀，是为八二三事件。1979年后孔庙成立了首都博物馆使用，主要陈列和收藏北京历史文物。1988年1月13日公布为第三批全国重点文物保护单位。2006年首都博物馆迁到北京西长安街延长线白云路。2008年成立孔庙和国子监博物馆。

## 建筑
北京孔庙作为国家级祭孔庙宇，规模甚大，建筑物的级别也较高。

### 先师门
孔庙大门为先师门，面阔三间，进深七檩，单檐歇山顶，檐下斗拱体量硕大，为元代遗物。先师门两侧连接庙宇的外围墙犹如城门，大门外左右两侧各有下马碑一块，碑上刻满、汉、蒙、回、托忒、藏六种文字的“官員人等至此下馬”。

### 大成门
先师门后，迎面即是大成门。大成门创建于元代，清代重修，面阔五间，进深九檩，单檐庑殿顶。整座建筑坐落在高大砖石台基，中间的御路石上高浮雕海水龙纹图样，五龙戏珠，栩栩如生。大成门前廊两侧摆放着十枚仿制的石鼓，每枚鼓面上篆刻一首上古游猎诗。

### 大成殿
大成殿是孔庙的主体建筑，始建于元大德六年（1302年），后毁于战火，明永乐九年（1411年）重建，面阔七间，清光绪三十二年（1906年）扩建为九间。大殿为重檐庑殿顶，上挂黄琉璃瓦，殿内金砖铺地，内顶施“团龙井口”天花，其规制是当时最高的建筑等级。殿中供奉孔子“大成至圣文宣王”牌位，两侧设“四配十二哲”牌位配享。神位前置祭案，上设尊、爵、卣（yŏu）、笾（biān）、豆五种祭器，均为清乾隆时御制。大殿内外高悬清康熙至宣统九位清代皇帝的御匾，以及民国总统黎元洪等的牌匾。

## 其他文物
在孔庙后西侧，有一处由近两百座高大石碑组成的碑林，刻着十三册儒家经典。这部石经的蓝本是雍正年间的江苏金坛贡生蒋衡历时12年手书而成。
此外，北京孔庙内还生长有很多数百年历史的古树，其中最大的一棵柏树生长在大成殿前石阶下，被称为触奸柏，為元代国子监祭酒许衡所植，已近七百年的历史。相传明朝奸相严嵩代嘉靖皇帝祭孔时，行至树下，被树枝揭掉了他的梁冠，人们便认为柏树有知，能够辨别忠奸，因此称之为“触奸柏”或“辨奸柏”。

## 图片

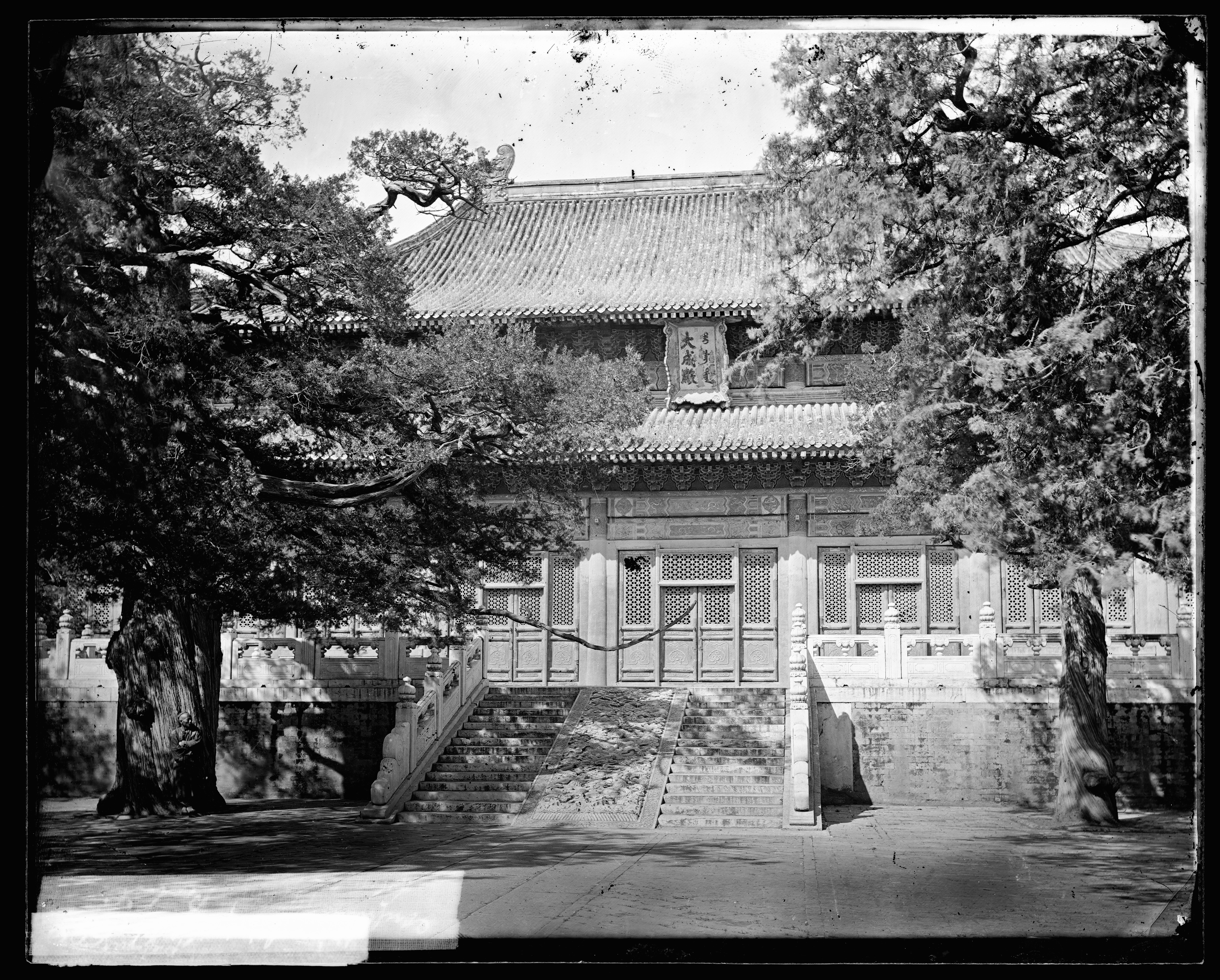
大成殿，1871年拍摄
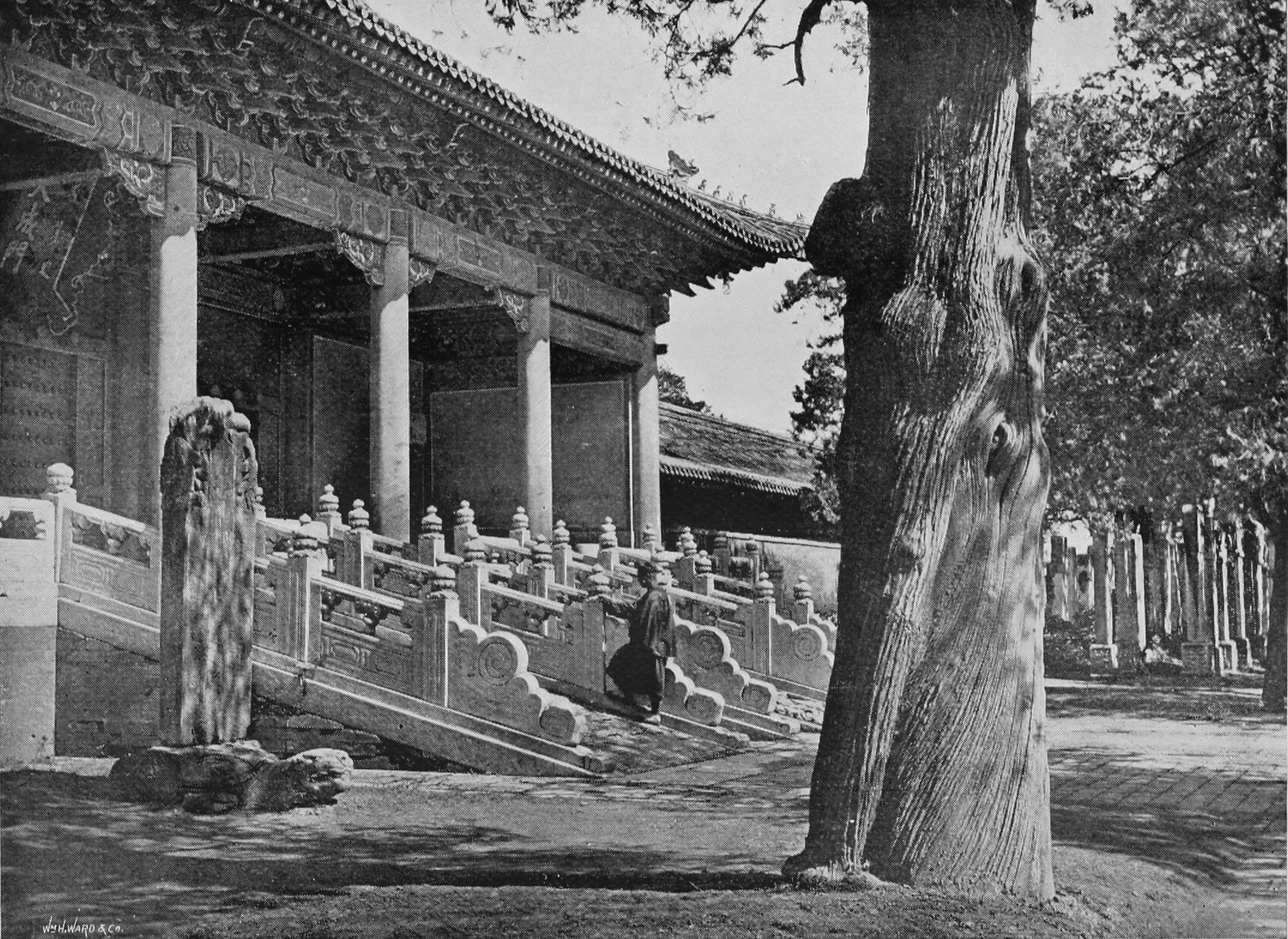
大成门，1871年到1872年间拍摄
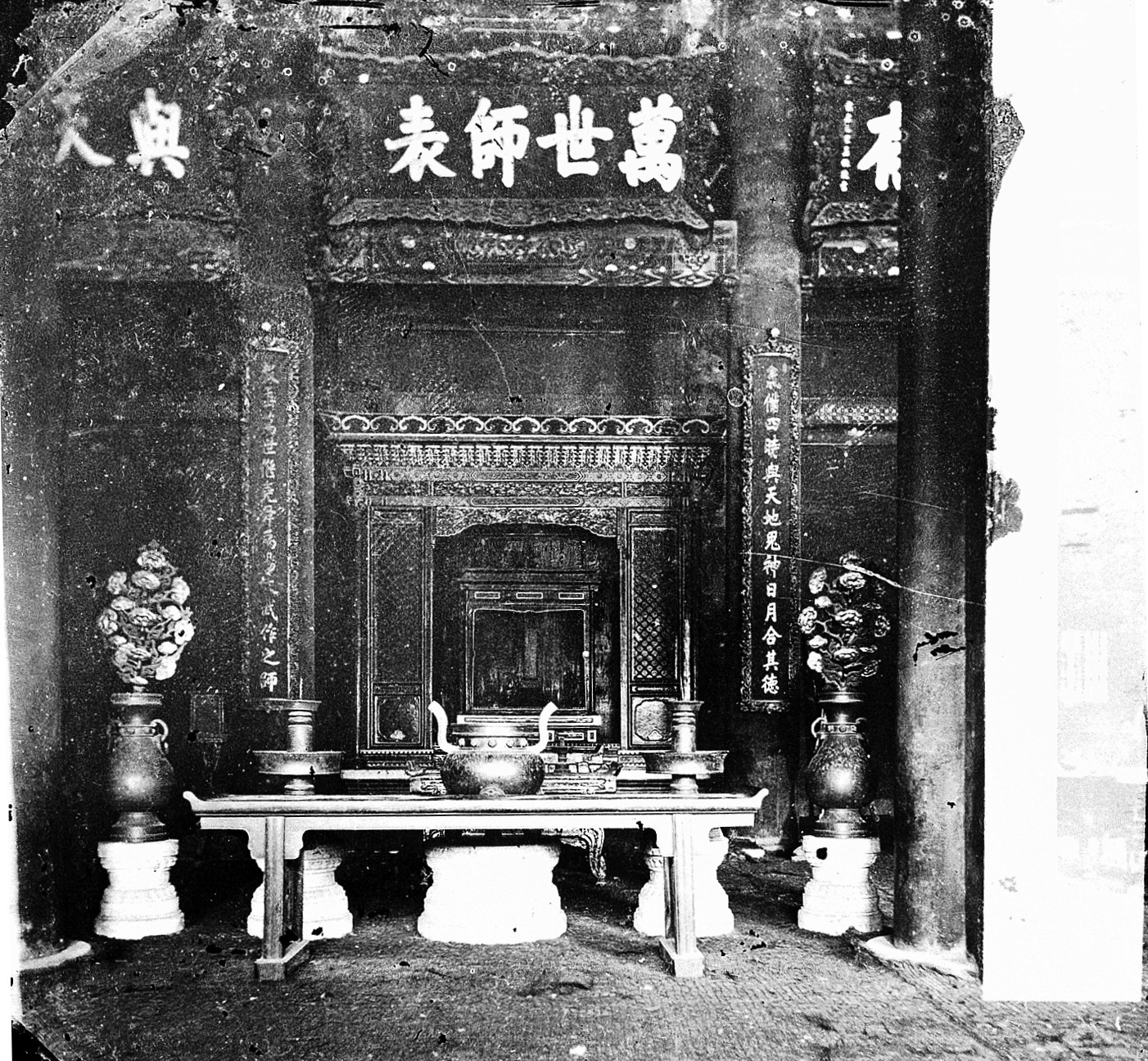
“万世师表”匾额
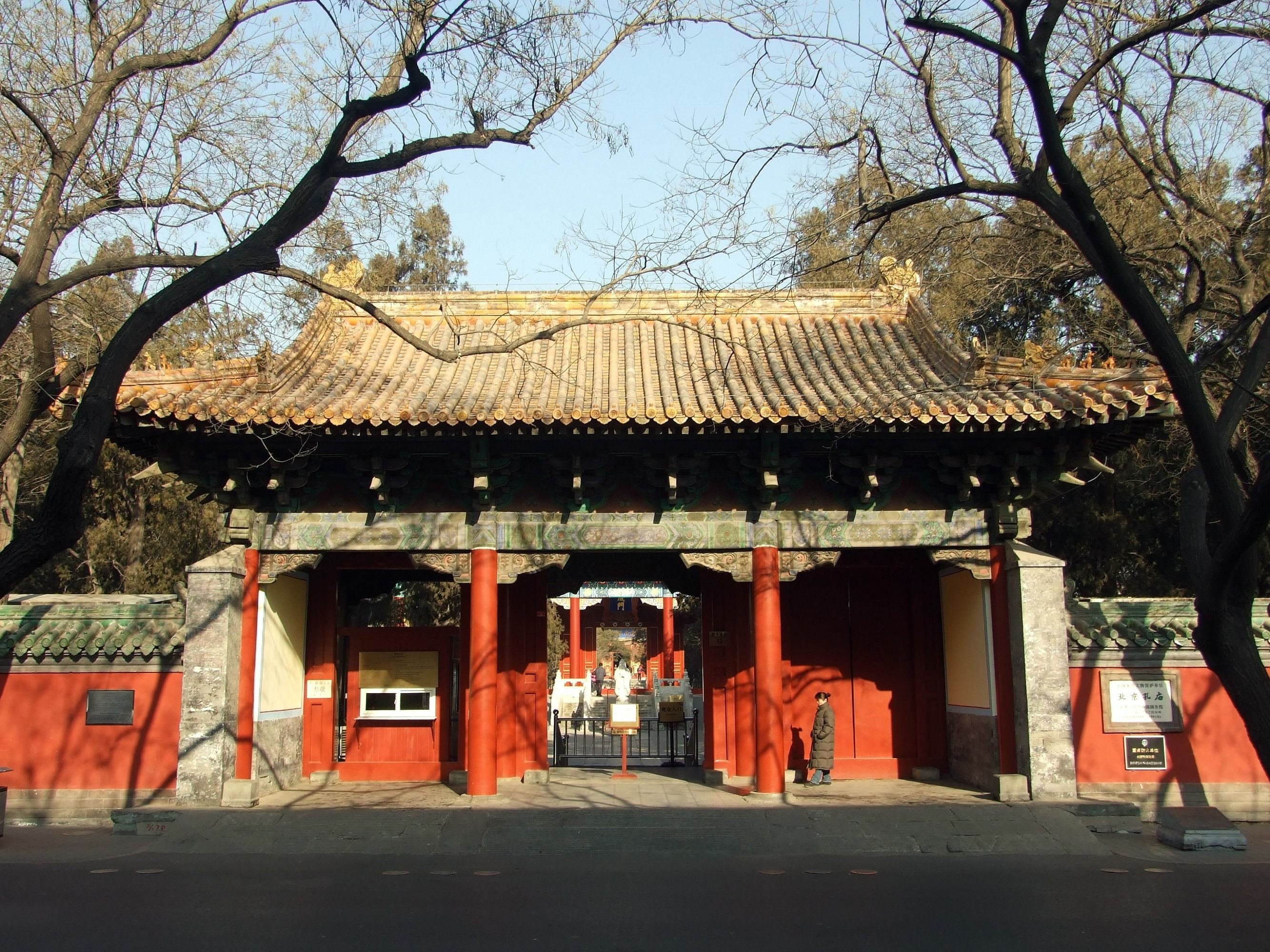
先师门
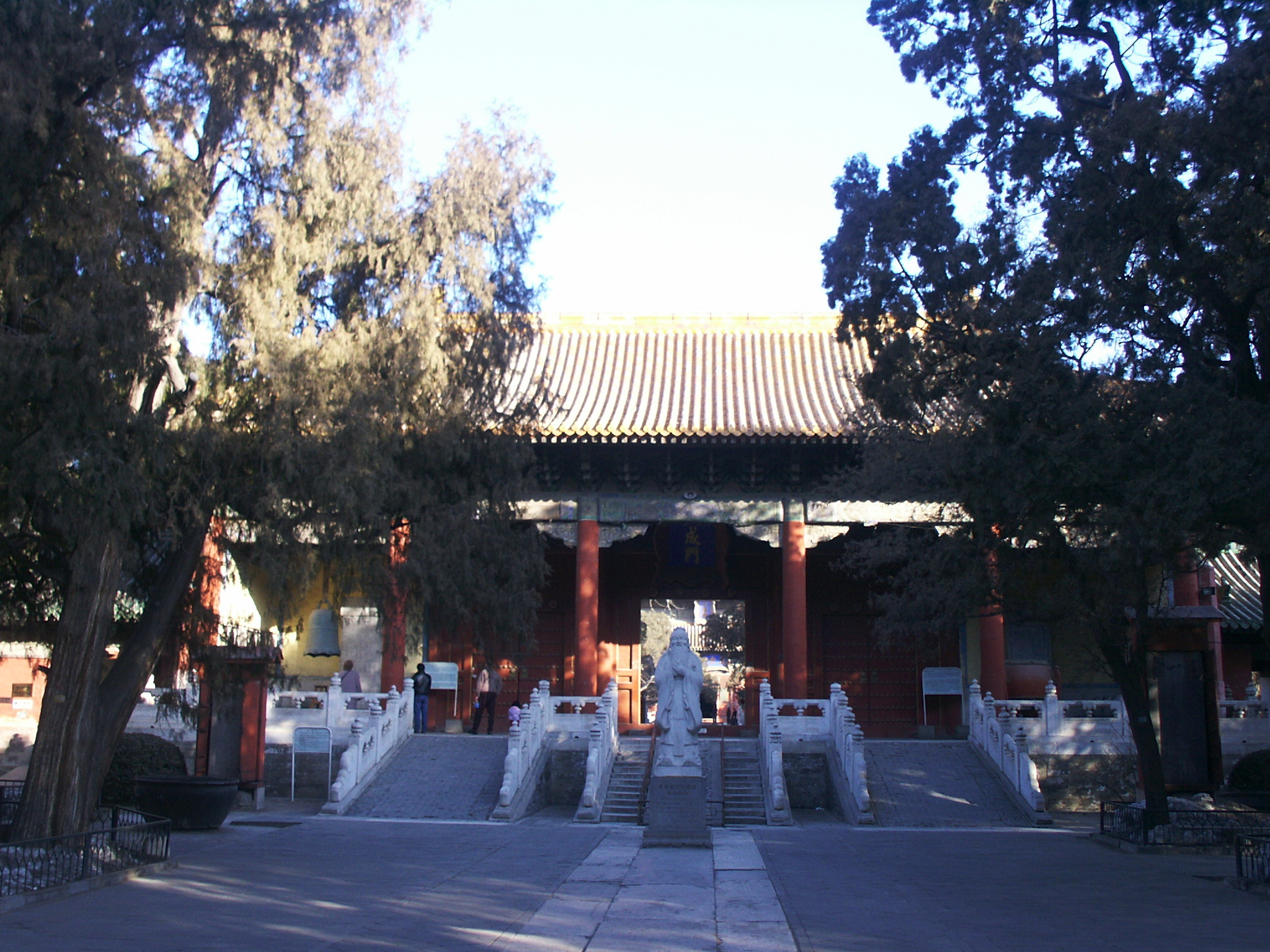
大成门
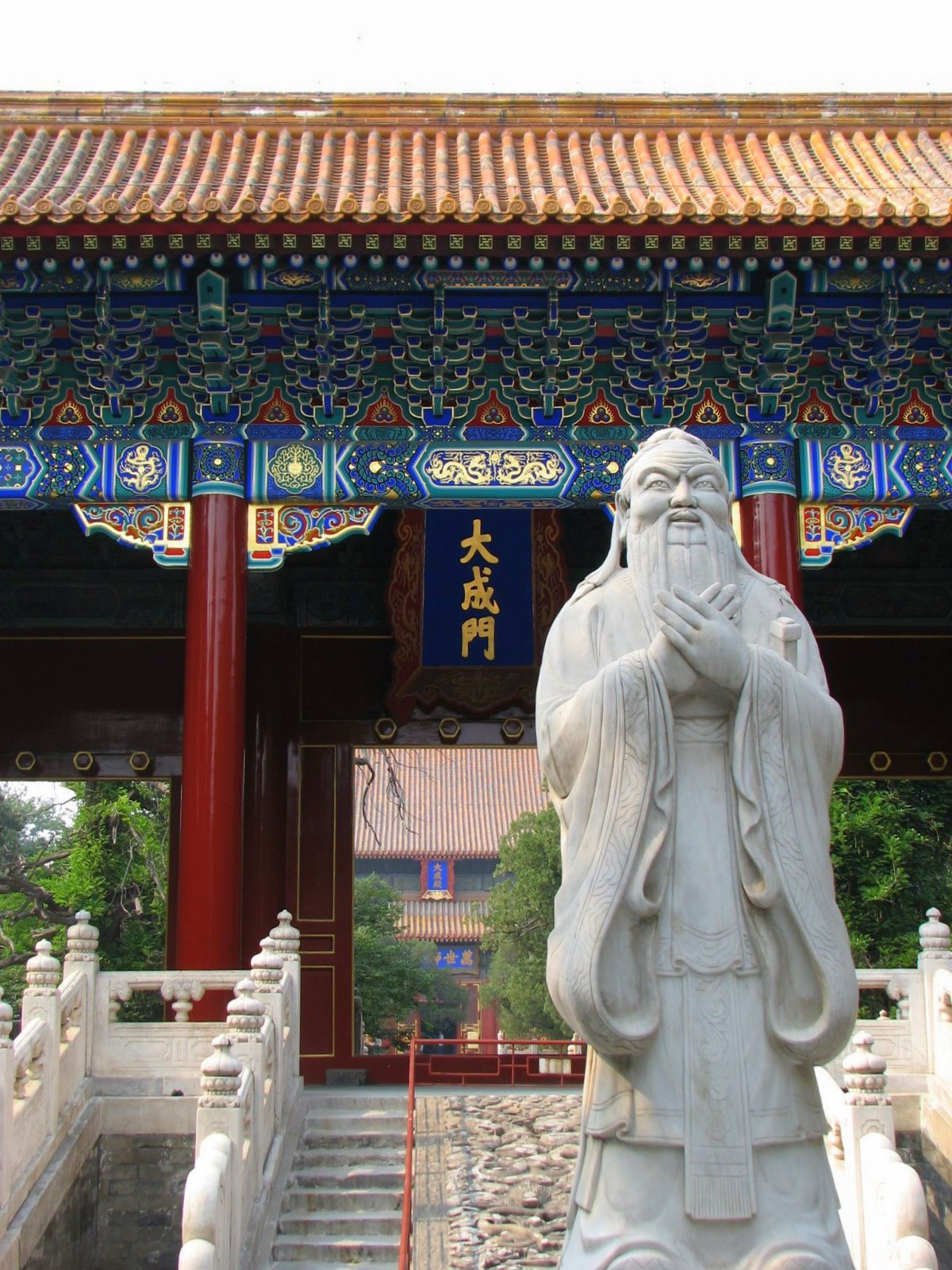
大成门和孔子像
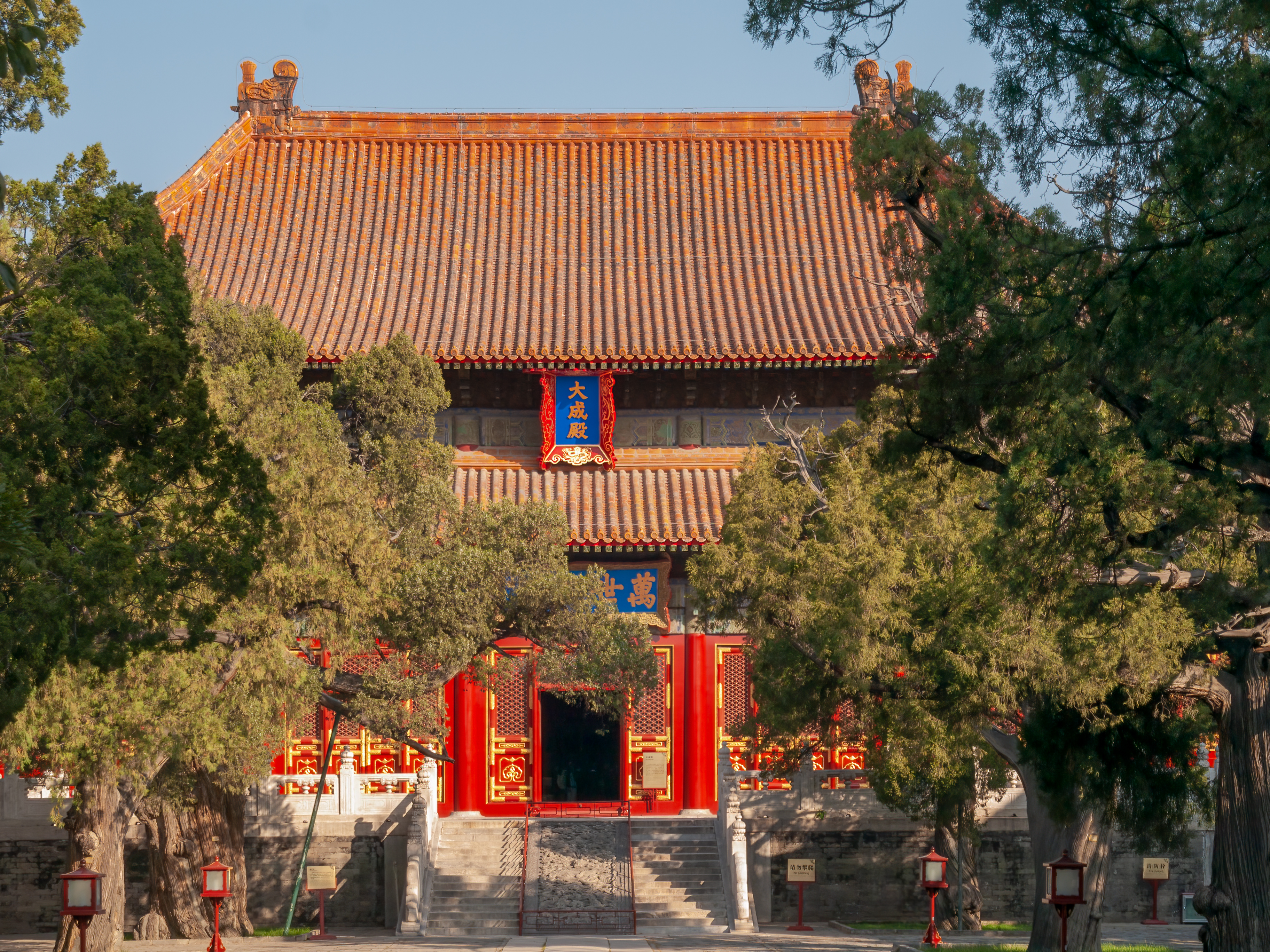
大成殿
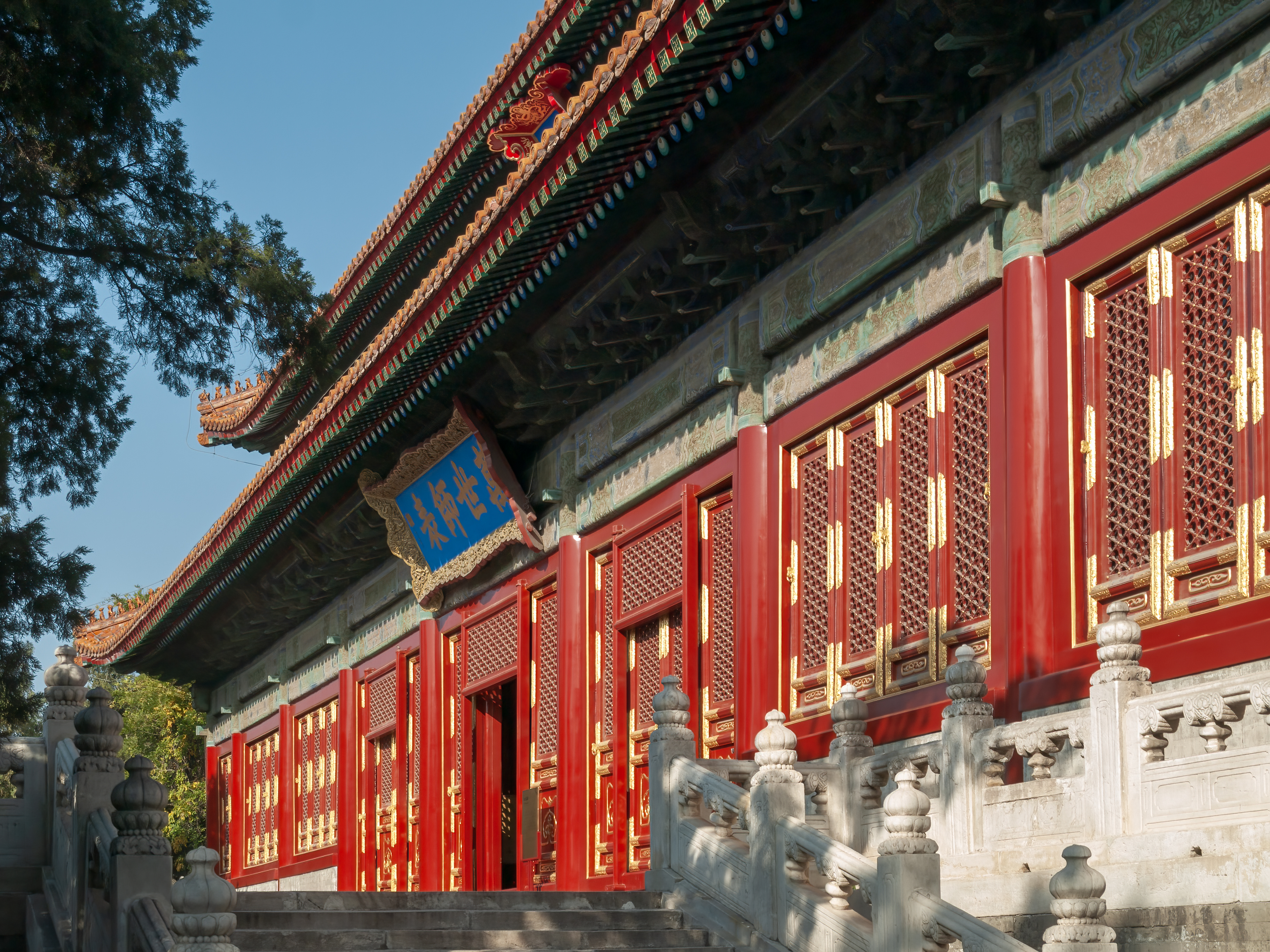
大成殿
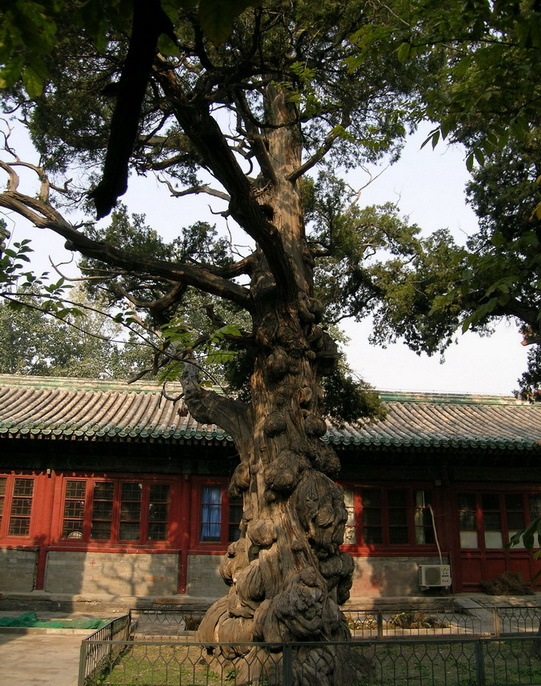
孔庙古树
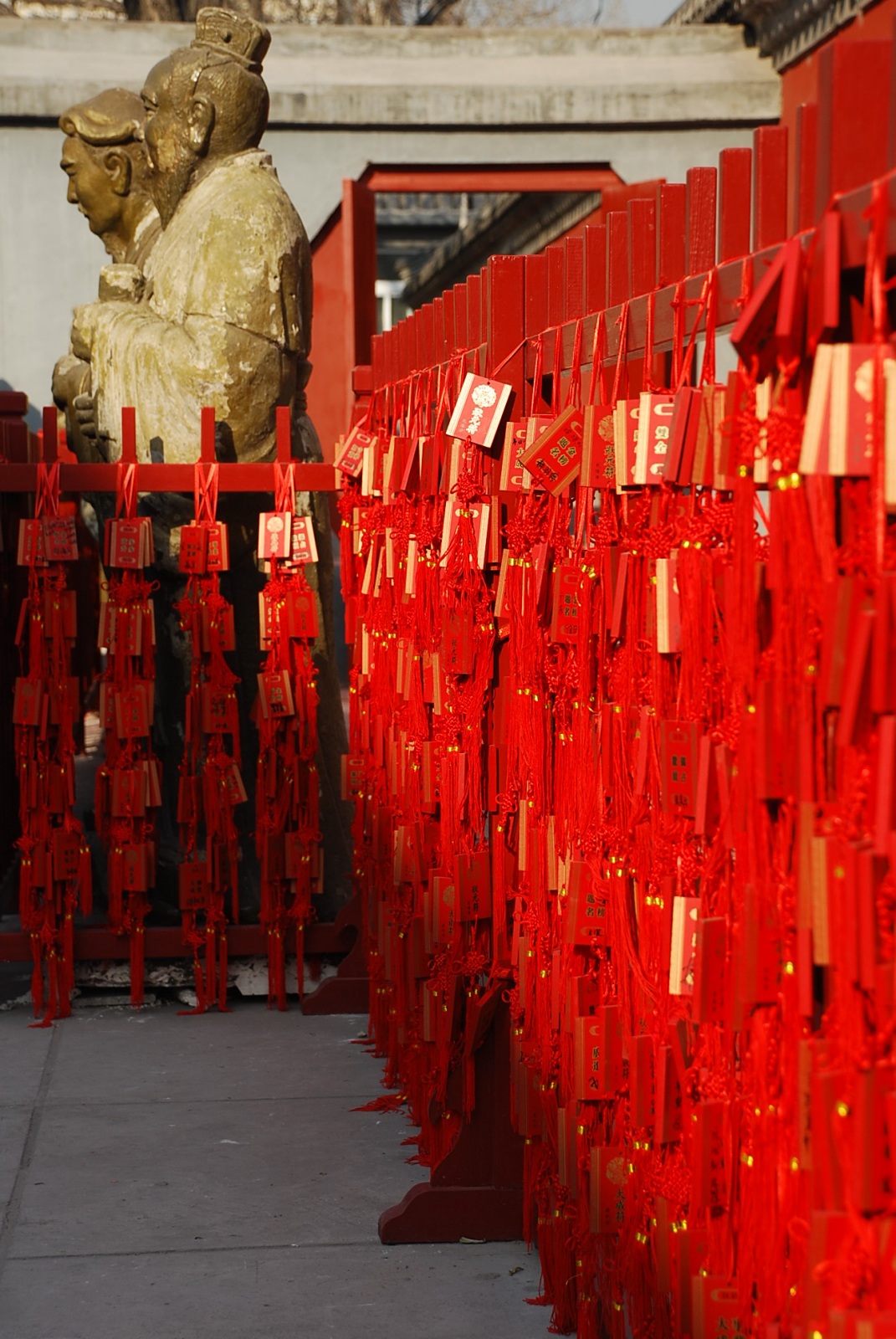
崇圣祠前的许愿板